# Ballada o Piotrowskim
Ballada o Piotrowskim – polski dramat z roku 2007 w reżyserii Rafała Kapelińskiego i z jego scenariuszem. Autor otrzymał za ten obraz wyróżnienie w konkursie „Nowe Filmy Polskie” na warszawskim Międzynarodowym Festiwalu Filmowym „Era Nowe Horyzonty”.
Głównym bohaterem jest Piotrowski (Krzysztof Kiersznowski), który wygląda na życiowego nieudacznika. Pewnego dnia postanawia zmienić swoje życie i spełnić własne marzenia, zakładając salon fryzjerski. Nie ma wprawy w tym fachu, więc większość ludzi boi się skorzystać z jego usług.
Film kręcono w Nieszawie w październiku 2006.

## Obsada
- Krzysztof Kiersznowski jako Piotrowski
- Zbigniew Zamachowski jako Pan Marek
- Elżbieta Jarosik jako Pani Basia
- Magdalena Popławska jako Pani Lila
- Zofia Merle jako Sklepowa
- Jerzy Łapiński jako Księgowy
- Andrzej Szopa jako Sklepowy
- Jacek Borusiński jako "Młot"
- Kazimierz Mazur jako Bębenek
- Ernest Przeradzki jako Ksiądz
- Jerzy Włodarski jako Wirtz

oraz: Józef Adamczyk, Ryszard Lewandowski, Maria Włodarska, Jerzy Paradowski, Zdzisław Szeląrzek, Tomasz Działoszewski, Stefan Strzelewicz, Zbigniew Zgliński, Jan Kozmiński, Grzegorz Skazalski, Izabela Panfil, Jan Słomczewski, Piotr Kejna, Maria Sochacka, Maria Malinowska, Danuta Pyzdrowska, Maria Rocławska, Halina Skazalska, Czesław Witecki, Filip Misiak, Adam Strzelewicz, Marcin Lipiński